# Роберт Фрост: Полюбовный спор с миром
«Роберт Фрост: Полюбовный спор с миром» (англ. Robert Frost: A Lover's Quarrel with the World) — американский документальный, биографический фильм 1963 года об американском поэте, четырежды лауреате Пулитцеровской премии — Роберте Фросте. Фильм был награждён премией «Оскар» (1964) в категории лучший документальный полнометражный фильм.

## Описание
В фильме, который был завершен незадолго до смерти знаменитого поэта в 1963 году, показаны жизнь и творчество Роберта Фроста. В картине поэт рассказывает о своей жизни, где включены кадры из «Колледжа Сары Лоренс», исследование его работ, а также сцены из жизни Фроста в сельской местности и воспоминаниями автора. Создатели картины также включили в сюжет кадры вручения поэту награды из рук президента Джона Кеннеди и путешествия на авианосце.